# Суперструктура поверхности
Суперструктура поверхности (англ. surface superstructure) — термин, используемый для обозначения специфической структуры верхнего атомного слоя (или нескольких слоев) кристалла.

## Описание
Возникновение термина «суперструктура» обусловлено тем, что структура поверхностного слоя может сильно отличаться от структуры нижележащих слоев кристалла, причем это имеет место даже для атомарно-чистых поверхностей, в отсутствие каких-либо посторонних адсорбатов.
Запись для обозначения определенной суперструктуры связывает её двумерную решетку с решеткой идеальной плоскости подложки. Обычно это делается с помощью одного из двух способов, представленных ниже.
Запись, предложенная Парком и Мадденом, заключается в определении матрицы, которая устанавливает связь между векторами примитивных трансляций поверхности и векторами примитивных трансляций идеальной плоскости подложки. Если {as,bs} и {a,b} — векторы трансляций суперструктуры и плоскости подложки соответственно, то они могут быть описаны соотношениями
{\displaystyle {\begin{aligned}{\textbf {a}}_{s}&=G_{11}{\textbf {a}}+G_{12}{\textbf {b}},\\{\textbf {b}}_{s}&=G_{21}{\textbf {a}}+G_{22}{\textbf {b}}.\end{aligned}}}
и суперструктура может быть представлена в виде матрицы G
{\displaystyle {\begin{aligned}G=\left({\begin{array}{cc}G_{11}&G_{12}\\G_{21}&G_{22}\end{array}}\right).\end{aligned}}}
Иногда используется и запись в виде (G11, G12)×(G21, G22).
Более наглядная, но менее универсальная запись была предложена Элизабет Вуд. В этой записи указывается отношение длин векторов примитивных трансляций суперструктуры и плоскости подложки. Если необходимо, то указывается и угол, на который следует повернуть элементарную ячейку поверхности, чтобы её оси совместились с векторами примитивных трансляций подложки. Таким образом, если на поверхности подложки X(hkl) образовалась суперструктура с векторами примитивных трансляций |as|=m|a|, |bs|=n|b|
и углом поворота φ, то эта суперструктура описывается в виде X(hkl)m×n-Rφ.
Если оси элементарной ячейки совпадают с осями подложки, т. е. φ = 0, то нулевой угол поворота не указывается (например, Si(111)7×7). Для обозначения центрированной решетки используется буква c (например, Si(111)c(4×2)). Если образование суперструктуры вызвано адсорбатом, то в конце записи указывается химический символ этого адсорбата (например, Si(111)4×1-In) .
Реконструкцию поверхности изучают с помощью методов чувствительных к расположению атомов на поверхности таких как дифракция медленных электронов и сканирующая туннельная микроскопия.